# Deon Meyer

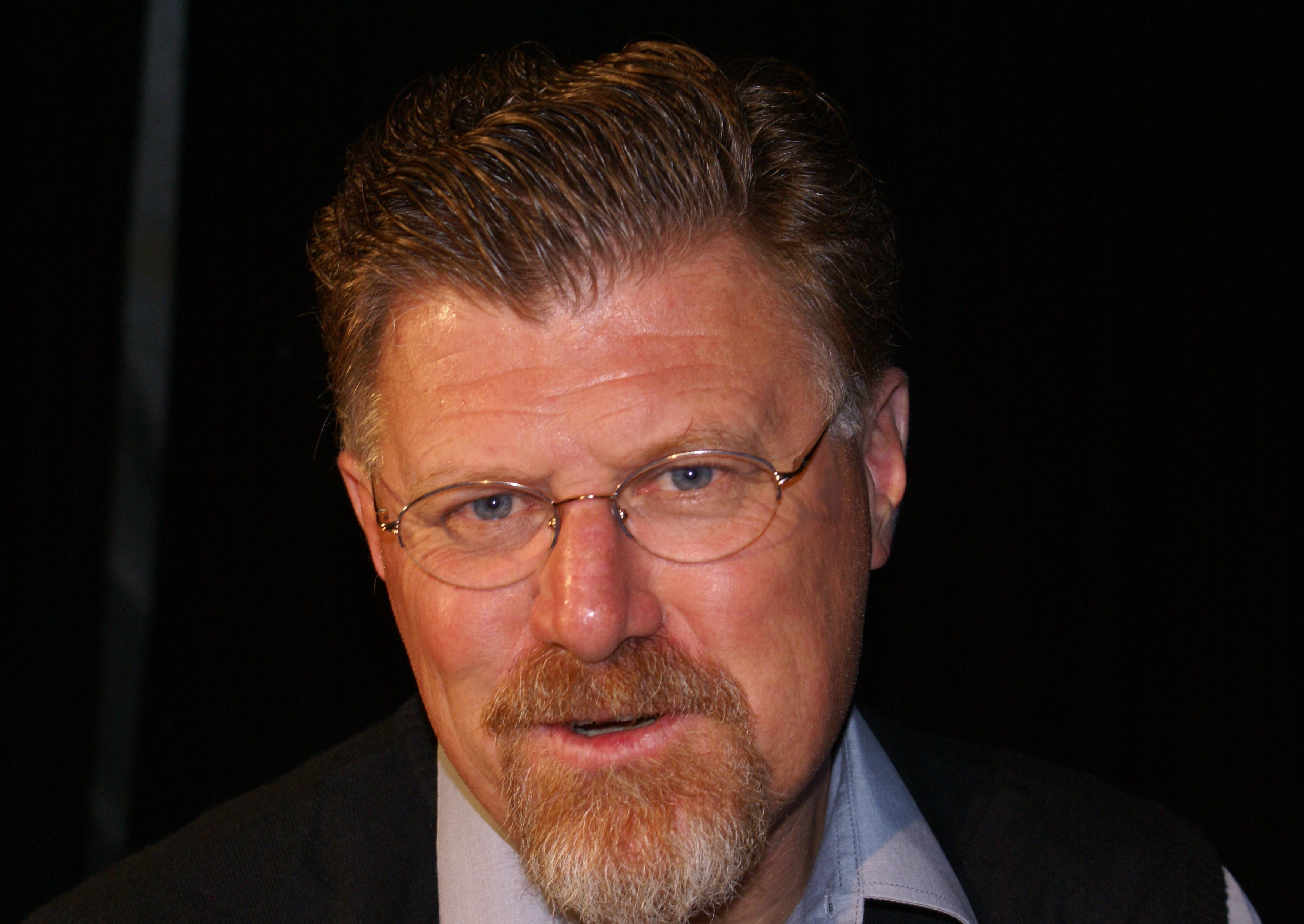
Deon Meyer, 2010

Deon Meyer (* 4. Juli 1958 in Paarl, Kapprovinz) ist ein südafrikanischer Schriftsteller, Drehbuchautor und Filmregisseur. Er zählt zu den bekanntesten Krimiautoren Südafrikas und schreibt seine Bücher in Afrikaans.

## Leben
Bereits mit 14 Jahren schrieb er seinen ersten Roman, der allerdings von seinen Brüdern verrissen wurde. Nach dem Militärdienst und dem Studium an der Universität Potchefstroom arbeitete er zunächst als Reporter bei Die Volksblad, einer Tageszeitung in Bloemfontein. Danach folgten Tätigkeiten als Werbetexter, Creative Director, Berater für Internet und Marketing. Unabhängig davon schrieb er weiter und konnte einige Kurzgeschichten in südafrikanischen Zeitungen veröffentlichen. Inzwischen ist er der erfolgreichste Thriller-Autor Südafrikas.
Meyer ist verheiratet und hat vier Kinder. Er lebt in Stellenbosch in der Nähe von Kapstadt.

## Werke
1994 wurde Meyers erster Roman in seiner Muttersprache Afrikaans veröffentlicht. Meyer schreibt im Gegensatz zu vielen anderen südafrikanischen Autoren auch weiterhin nur in dieser Sprache und nicht auf Englisch. Um die Realität im vielsprachigen Südafrika einzufangen, wechseln die Dialoge allerdings oft ins Englische, ins Xhosa oder Zulu. Inzwischen werden Meyers Romane in zahlreiche Sprachen übersetzt. Außerhalb Südafrikas wird sein Schreibstil oft mit dem von Henning Mankell verglichen. Neben dem Schweden nennt Meyer John D. MacDonald und John le Carré als Vorbilder.
Obwohl Meyer keine Serienromane im engeren Sinn schreibt, greift er in seinen Büchern immer wieder auf dieselben Protagonisten zurück. Es sind häufig fehlbare, gebrochene Figuren: Ex-Killer, Bodyguards, ehemalige und aktuelle Polizisten mit Alkohol- oder Beziehungsproblemen. Bereits in Meyers erstem international veröffentlichten Roman Der traurige Polizist (1996) tritt Bennie Griessel (in den frühen Übersetzungen aus dem Englischen noch „Benny“ Griessel) als Nebenfigur auf. Von Der Atem des Jägers (2004) an wird er zur zentralen Ermittlerfigur. Er ist laut Julika Griem „als selbstkritischer und in seinem Machismo verwundbarer Nachfolger der Chandlerschen Protagonisten entworfen“, der ebenso mit seiner Alkoholsucht wie mit dem Polizeiapparat kämpft. In Thobela „Tiny“ Mpayipheli, dem hünenhaften Xhosa-Kämpfer der frühen Romane, sieht Patrick Anderson einen geradezu mythischen Helden, der die Seele eines ganzen Kontinents einfange und ebenso für die Stärke wie für die lange Leidensgeschichte Afrikas und der Afrikaner stehe.
Meyer veröffentlichte neben seinen Romanen auch einen Reiseführer für Motorradfahrer (Dirt Busters) und das Kochbuch Enjoy! Cooking with Anita and Deon Meyer.
2013 führte er Regie bei dem Film Die Laaste Tango, zu dem er auch das Drehbuch schrieb. Auch für andere Fernseh- und Filmproduktionen dienen seine Bücher als Vorlage. So basiert der Film Alles wat Mal is auf einer Kurzgeschichte von Meyer. Der Film wurde jedoch bisher nur im afrikaanssprachigen Raum gezeigt. Für die bisher sechsteilige Fernsehserie Cape Town wurde sein Roman Der traurige Polizist adaptiert. Trond Espen Seim spielt darin den Ermittler Mat Joubert. Die Serie wird seit Juni 2016 ausgestrahlt.

### Bennie-Griessel-Reihe
- 2004: Infanta (afrikaans) / Devil’s peak (englisch)
  - Der Atem des Jägers, dt. von Ulrich Hoffmann; Rütten & Loening, Berlin 2007, ISBN 3-352-00746-2
- 2008: 13 uur (afrikaans) / 13 Hours (englisch)
  - Dreizehn Stunden, dt. von Stefanie Schäfer; Rütten & Loening, Berlin 2010, ISBN 978-3-352-00779-8
- 2011: 7 Dae (afrikaans) / 7 Days (englisch)
  - Sieben Tage, dt. von Stefanie Schäfer; Rütten & Loening, Berlin 2012, ISBN 978-3-352-00838-2
- 2013: Kobra (afrikaans) / Cobra (englisch)
  - Cobra, dt. von Stefanie Schäfer; Rütten & Loening, Berlin 2014, ISBN 978-3-352-00686-9
- 2015: Ikarus (afrikaans) / Icarus (englisch)
  - Icarus, dt. von Stefanie Schäfer; Rütten & Loening, Berlin 2015, ISBN 978-3-352-00671-5
- 2017: Die vrou in die blou mantel (afrikaans) / The Woman in the Blue Cloak (englisch)
  - Die Amerikanerin, dt. von Stefanie Schäfer; Rütten & Loening, Berlin 2018, ISBN 978-3-352-00914-3
- 2018: Prooi (afrikaans) / The Last Hunt (englisch)
  - Beute, dt. von Stefanie Schäfer; Rütten & Loening, Berlin 2020, ISBN 978-3-352-00941-9
- 2020: Donkerdrif (afrikaans)
  - Todsünde, dt. von Stefanie Schäfer; Rütten & Loening, Berlin 2021, ISBN 978-3-352-00966-2
- 2023: Leo (afrikaans)
  - Die Stunde des Löwen, dt. von Stefanie Schäfer; Rütten & Loening, Berlin 2024, ISBN 978-3-352-01006-4

### Weitere Werke
- 1994: Wie Met Vuur Speel (afrikaans)
- 1996: Feniks (afrikaans) / Dead before Dying (englisch)
  - Der traurige Polizist, dt. von Ulrich Hoffmann; Aufbau, Berlin 2005, ISBN 3-7466-2170-4
- 1997: Bottervisse in die jêm: 13 kortverhale (afrikaans; 13 Kurzgeschichten)
- 2000: Orion (afrikaans) / Dead at Daybreak (englisch)
  - Tod vor Morgengrauen, dt. von Karl-Heinz Ebnet; Knaur, München 2003, ISBN 3-426-62128-2 (als Tod im Morgengrauen)
- 2002: Proteus (afrikaans) / Heart of the Hunter (englisch)
  - Das Herz des Jägers, dt. von Ulrich Hoffmann; Rütten & Loening, Berlin 2005, ISBN 3-352-00727-6
- 2007: Onsigbaar (afrikaans) / Blood Safari, andere Ausgabe: Invisible (englisch)
  - Weißer Schatten, dt. von Ulrich Hoffmann; Rütten & Loening, Berlin 2008, ISBN 978-3-352-00759-0
- 2010: Karoonag en ander verhale (afrikaans; Kurzgeschichten)
  - Schwarz. Weiß. Tot. Storys, dt. von Stefanie Schäfer, Aufbau, Berlin 2009, ISBN 978-3-7466-2555-3
- 2010: Spoor (afrikaans) / Trackers (englisch)
  - Rote Spur, dt. von Stefanie Schäfer; Rütten & Loening, Berlin 2011, ISBN 978-3-352-00810-8
  - Verfilmt als Trackers - Rote Spur (Miniserie, 2019)
- 2016: Koors (afrikaans) / Fever (englisch)
  - Fever, dt. von Stefanie Schäfer; Rütten & Loening, Berlin 2017, ISBN 978-3-352-00902-0

### Drehbücher
- 2009: Transito (afrikaans)
- 2010: Jakhalsdans (afrikaans)
- 2013: Die Laaste Tango (afrikaans) – auch Regie
- 2013: Die Ballade van Robbie de Wee (afrikaans)
- 2017: Jagveld (afrikaans)

## Auszeichnungen
- 2003: Grand prix de littérature policière für Les soldats de l’aube (dt. Tod vor Morgengrauen / Tod im Morgengrauen Knaur, München 2003)
- 2004: Prix Mystère de la critique für Les soldats de l’aube (dt. Tod vor Morgengrauen / Tod im Morgengrauen. Knaur, München 2003)
- 2006: Deutscher Krimi Preis – International (2. Platz) für Das Herz des Jägers (Rütten & Loening, Berlin 2005. Original: Proteus)
- 2009: Deutscher Krimi Preis – International (3. Platz) für Weißer Schatten (Rütten & Loening, Berlin 2008. Original: Onsigbaar)
- 2010: Schwedischer Krimipreis – International für Devil’s Peak (dt. Der Atem des Jägers. Rütten & Loening, Berlin 2007. Original: Infanta)
- 2011: Barry Award – Kategorie Bester Thriller für 13 Hours (dt. Dreizehn Stunden. Rütten & Loening, Berlin 2010)
- 2012: Krimi des Jahres 2011 (Platz 6) für Rote Spur (Rütten & Loening, Berlin 2011. Original: Spoor) in der KrimiZEIT-Bestenliste